# Браун, Камилла А.
Камилла А. Браун (англ. Camille A. Brown) — американская танцовщица, хореограф, режиссёр и педагог.
Является основателем и художественным руководителем Camille A. Brown & Dancers, а также хореографом постановок для танцевальных трупп, бродвейских шоу и университетов. Браун начинала свою карьеру как танцовщица в танцевальной труппе «Evidence» Рональда К. Брауна и была приглашённым артистом в «Puremovement» Ренни Харриса и Американском танцевальном театре Элвина Эйли (2008 и 2011). Браун — хореограф основных бродвейских шоу, таких как Choir Boy, Once on This Island и Jesus Christ Superstar Live in Concert!, который транслировался на NBC. Браун также преподаёт танцы и читает лекции слушателям в различных университетах, таких как Университет Лонг-Айленда, Колледж Барнарда и ACDFA (Университет Акрона).
Camille A. Brown & Dancers сотрудничали с Google Arts & Culture в рамках проекта «Месяц истории чернокожих» по исследованию истории и культуры чернокожих с помощью танца, где ink были выделены и сняты в Бруклинском историческом обществе.
Браун была удостоена различных наград, например, она стала пятикратным лауреатом премии принцессы Грейс, номинантом на премию Тони за лучшую хореографию для Choir Boy, стала участницей программы TED Fellows, получила стипендию Гуггенхайма, премию Doris Duke Performing Artist, премию Obie, премию журнала Dance Magazine, получила стипендию Джей Франке и Дэвида Херро и премию Бесси. Браун была представлена на обложках журналов Dance Magazine (апрель 2018 г.) и Dance Teacher Magazine (август 2015 г.).
Браун выступала на конференции TED в 2015 и 2018 годы в Ванкувере, Канада, и выступала с докладами в компаниях TEDxBeaconStreet и TEDx Estée Lauder.
Камилла А. Браун — хореограф «Тони Стоун» театральной компании Roundabout, она приняла участие в постановке «Много шума из ничего» режиссёра Кенни Леона, Once The Musical, и дебютировала в Метрополитен-опере в качестве хореографа «Порги и Бесс».

## Обучение танцам
В детстве Браун обучалась в танцевальном центре Бернис Джонсон и танцевальном центре Кэролайн ДеВор. Она продолжила обучение в старших классах в Высшей школе музыки и искусства Fiorello H. LaGuardia, одновременно посещая школу Ailey, где получала стипендию. Браун получила степень бакалавра искусств в Школе искусств Университета Северной Каролины и продолжила танцевать в составе танцевальной труппы Рональда К. Брауна, а также была приглашённым артистом в Американском театре танца Элвина Эйли.

## Camille A. Brown & Dancers
Труппа Браун, Camille A. Brown & Dancers, дебютировала в 2006 году. В газете The New York Times в обзоре их дебютного выступления отмечалось, что «личный физический стиль Браун с целенаправленными всплесками энергии и застывшими позициями, которые взрываются в движении, окрашивает её групповые работы совершенно иными красками».
Труппа Camille A. Brown & Dancers выступила с такими работами, как ink, Mr. TOL E. RAncE, которая была удостоена премии Бесси, Black Girl: Linguistic Play, которая была номинирована на премию Бесси, City of Rain, Good & Grown (Город дождя) и The Groove to Nobody’s Business и т.д. Труппа исполняла эти произведения на национальных и международных площадках, в том числе в Центре Кеннеди, Нью-Йоркском университете Абу-Даби, Театре Джойса, фестивале Fall for Dance в центре Нью-Йорка, Центре исполнительских искусств Линкольна, фестивале танцев Jacob’s Pillow, фестивале танцев Bates, The Yard, White Bird, REDCAT и Belfast Festival at Queen’s.

## Хореография
Благодаря своему музыкальному прошлому в качестве кларнетистки, Браун создаёт хореографию, в которой музыкальная композиция используется в качестве повествования. Браун поставила хореографию для различных коммерческих и театральных проектов, включая Choir Boy, Once On This Island, Jesus Christ Superstar Live in Concert!, NIKE / Air Jordan, «Белла: американская сказка» (режиссёр: Кирстен Чайлдс), « Хижина в небе» (мюзикл) (режиссёр: Рубен Сантьяго-Хадсон) и бродвейский Трамвай «Желание» . Танцевальные компании, которые заказали её работу, включают: Американский театр танца Элвина Эйли, Philadanco, Urban Bush Women, Complexions, Ailey II и Ballet Memphis . Её произведения исполнялись в Центре Кеннеди, Театре Аполло, Бруклинской музыкальной академии, Мэдисон-Сквер-Гарден и Центре Нью-Йорка . Она также была хореографом линии Wholegarment 3D Саверио Палателлы на Неделе моды в Нью-Йорке в 2008 году.
В 2019 году она была номинирована на ТОНИ за лучшую хореографию.

## Благотворительность
В 2014 году Браун основала две инициативы: The Gathering, ежегодный открытый форум для представителей разных поколений чернокожих женщин-артистов, выступающих за большее культурное равенство и признание в мире танцев; и BLACK GIRL SPECTRUM (BGS), инициатива взаимодействия с общественностью.
4 июня 2016 года BGS провела свой первый симпозиум на тему «Социальный танец для социальных изменений» в Национальном чёрном театре доктора Барбары Энн Тир в Гарлеме, штат Нью-Йорк.
В 2018 году Браун создала платформу взаимодействия с обществом Every Body Move (EBM), под эгидой которой осуществляются все инициативы, которые привносят художественную строгость Camille A. Brown & Dancers за пределы сцены. Every Body Move направлен на развитие творческих способностей участников посредством семинаров, летних интенсивных курсов, творческих встреч, образовательных мероприятий, публичных акций и празднований для людей разных способностей, личных характеристик и возрастов. Инициатива включает: Black Girl Spectrum (BGS); Black Men Moving (BMM); The Gathering; Лаборатория творческих действий; Празднование движения каждого тела.

## Награды
- 2016 — Стипендия Гуггенхайма